# Новоспаське (Бахмутський район)
Новоспа́ське — селище Торецької міської громади Бахмутського району Донецької області, Україна. Розташоване на річці Кривий Торець за 44 км від Донецька. Відстань до Торецька становить близько 7 км і проходить автошляхом місцевого значення.

## Назва
19 вересня 2024 року Верховна Рада підтримала перейменування селища Петрівка на Новоспаське. 26 вересня 2024 року перейменування набуло чинності.

## Населення

### Мова
Розподіл населення за рідною мовою за даними перепису 2001 року:
| Мова            | Кількість | Відсоток |
| --------------- | --------- | -------- |
| українська      | 1177      | 95.15%   |
| російська       | 57        | 4.61%    |
| білоруська      | 1         | 0.08%    |
| румунська       | 1         | 0.08%    |
| інші/не вказали | 1         | 0.08%    |
| Усього          | 1237      | 100%     |

За даними перепису 2001 року населення селища становило 1237 осіб, із них 95,15% зазначили рідною мову українську, 4,61% — російську, 0,08% — білоруську та молдовську.

## Видатні уродженці
- Логвиненко Михайло Ілліч — Герой Соціалістичної Праці.